# Mistrzostwa Polski w Łyżwiarstwie Szybkim w Wieloboju 2022
Mistrzostwa Polski w wieloboju odbyły się w dniach 22-23 stycznia 2022 roku na torze Arena Lodowa w Tomaszowie Mazowieckim razem z mistrzostwami Polski w wieloboju sprinterskim.

## Wyniki

### Kobiety
| Pozycja | Zawodniczka         | Klub                         | 500 m     | 3000 m      | 1500 m      | 5000 m      | Suma pkt. | Strata  |
| ------- | ------------------- | ---------------------------- | --------- | ----------- | ----------- | ----------- | --------- | ------- |
| 01 !    | Natalia Czerwonka   | KS ARENA Tomaszów Mazowiecki | 40.11 (1) | 4:17.31 (1) | 2:01.34 (1) | 7:43.27 (2) | 169.768   | -       |
| 02 !    | Magdalena Czyszczoń | AZS AWF Katowice             | 42.78 (4) | 4:17.70 (2) | 2:06.03 (2) | 7:32.94 (1) | 173.034   | +3.266  |
| 03 !    | Maja Płończyk       | WTŁ Stegny Warszawa          | 42.09 (3) | 4:38.16 (3) | 2:09.05 (3) | 8:13.71 (3) | 180.837   | +11.069 |

### Mężczyźni
| Pozycja | Zawodnik        | Klub                       | 500 m     | 5000 m      | 1500 m      | 10000 m      | Suma pkt. | Strata |
| ------- | --------------- | -------------------------- | --------- | ----------- | ----------- | ------------ | --------- | ------ |
| 01 !    | Zbigniew Bródka | UKS Błyskawica Domaniewice | 37.17 (2) | 6:39.53 (1) | 1:50.26 (1) | 14:36.53 (3) | 157.702   | -      |
| 02 !    | Marcin Bachanek | GKS Stoczniowiec Gdańsk    | 36.88 (1) | 6:53.43 (4) | 1:51.29 (2) | 14:34.68 (2) | 159.053   | +1.351 |
| 03 !    | Szymon Palka    | GKS Stoczniowiec Gdańsk    | 37.65 (4) | 6:50.31 (2) | 1:54.42 (5) | 14:17.25 (1) | 159.683   | +1.981 |